# الیزابت کاتن
الیزابت نویلز (به انگلیسی: Elizabeth Nevills) (متولد ۵ ژانویهٔ ۱۸۹۵) در کاربرو در ایالت کارولینای شمالی، معروف به الیزابت لیبا کاتن (به انگلیسی: Elizabeth Cotten) خواننده و نوازندهٔ تأثیرگذار گیتار بود.
شهرت وی بیشتر به خاطر شیوهٔ نوازندگی گیتارش بود. او چپ دست بود و با دست راست پرده می‌گرفت ولی جای سیم‌ها را در گیتارش عوض نمی‌کرد. روش او به نام کاتن پیکینگ است.
او در سال ۱۹۸۴ برندهٔ جایزهٔ گرمی شد.